# Wiseman (Alaska)
Wiseman es un lugar designado por el censo (en inglés, census-designated place, CDP) ubicado en el área censal de Yukón-Koyukuk, Alaska, Estados Unidos. Según el censo de 2020, tiene una población de 5 habitantes.

## Geografía
Está ubicado en las coordenadas 67°28′51″N 150°9′15″O / 67.48083, -150.15417 (67.480919, -150.15408). Según la Oficina del Censo de los Estados Unidos, tiene una superficie total de 202.10 km², de la cual 202.05 km² corresponden a tierra firme y 0.05 km² es agua.

## Demografía
Según el censo de 2020, hay 5 personas residiendo en el área. La densidad de población es de 0,02 hab./km². El 80% son blancos y el 20% es nativo de Alaska. No hay hispanos o latinos viviendo en la zona.